# Elton Brand
Pour les articles homonymes, voir Brand.
Elton Brand (né le 11 mars 1979 à Cortland dans l'État de New York) est un joueur américain de basket-ball. Il évolue au poste d'ailier fort.

## Biographie

### Carrière lycéenne
Brand s'inscrit au lycée de Peekskill où il est immédiatement ajouté à l'effectif de l'équipe première de basket-ball. Il termine avec des moyennes de 40 points et 20 rebonds par match et joue l'AAU basketball avec de futurs joueurs NBA comme Lamar Odom et Ron Artest.
Durant son année sénior, il est régulièrement classé parmi les meilleurs lycéens du pays. Il est nommé Mr. Basketball de l'État de New York. Dans le même temps, il devient une sorte de héros à Peekskill puisqu'il aide son équipe à remporter deux championnats d'état.
Énormément sollicité par les universités après ses excellentes années au lycée, il décide de rejointe l'université Duke aux côtés d'autres stars lycéennes comme Shane Battier.

### Carrière universitaire
Durant son année de sophomore (deuxième année universitaire), Brand domine à l'intérieur et l'équipe des Blue Devils de Duke est considérée comme l'une des plus talentueuses de l'histoire récente de la NCAA. Après avoir mené les Blue Devils à la finale du Final Four où ils ont été battus par les Huskies du Connecticut, Brand est nommé consensus National Player of the Year.
Il décide de quitter l'université après deux saisons pour se présenter à la draft de la NBA.

### Carrière professionnelle

#### Bulls de Chicago (1999-2001)
Brand est sélectionné par les Bulls de Chicago en première position de la draft 1999. Brand, William Avery et Corey Maggette sont les premiers joueurs de l'histoire de Duke à quitter l'université plus tôt pour se présenter à la draft. Ils sont tous les trois sélectionnées en 1999.
Dans sa saison de rookie en NBA (première saison), les Bulls réalisent leur plus mauvaise saison de leur histoire, avec seulement 17 victoires pour 65 défaites. Brand est avec son coéquipier Ron Artest (drafté en même temps que lui) l'une des rares satisfactions du club : il enregistre 20,1 points et 10 rebonds de moyenne par match et devient le premier Bull depuis Artis Gilmore en 1979 à réaliser cette performance. En mai 2000, il est co-nommé NBA Rookie of the Year avec l'arrière des Rockets de Houston Steve Francis.
Durant son année de sophomore (deuxième saison), Brand est considéré comme la base d'une nouvelle dynastie pour l'équipe de Chicago. Cette saison, ses statistiques restent quasi inchangées avec 20,1 points, 10,1 rebonds alors que les Bulls s'enfoncent encore un peu plus et ne gagnent que 15 matchs. Il termine également deuxième meilleur rebondeur offensif de la NBA avec 3,9 prises par match.

#### Clippers de Los Angeles (2001-2008)
À la surprise générale, après deux saisons à Chicago, Brand est transféré en juin 2001 par les Bulls aux Clippers de Los Angeles contre Brian Skinner et les droits de Tyson Chandler, tout juste sorti du lycée et sélectionné en seconde position de la Draft 2001 de la NBA par Los Angeles.
Durant la saison 2001-02 il participe au All-Star Game à la suite du désistement de Shaquille O'Neal qui est blessé. Il est ainsi le premier Clipper à être sélectionné à l’événement depuis Danny Manning en 1994.
Ses performances lui valent d'être nommé dans la sélection américaine pour les Championnats du Monde 2002, qui se transforme en déroute : les États-Unis finissent sixième.
Quand Brand devient agent libre en 2003, le Heat de Miami lui fait une offre de 82 000 000 $ sur six ans. Décidé à le conserver, Donald Sterling, le propriétaire des Clippers égale l'offre du Heat et réussit à garder Brand dans l'effectif. Avant cela, le plus grand contrat que Sterling avait signé était de 15 000 000 $ sur cinq ans à Eric Piatkowski en 1998.
En 2006, au prix d'une excellente saison qui le voit terminer septième au classement des meilleurs joueurs de la ligue, Elton Brand emmène les Clippers en playoffs pour la première fois depuis 1997.
Durant la saison 2005-2006, Brand connaît une renaissance personnelle. Il réalise ses records en carrière de points par match (24,7) et de pourcentage de réussite aux tirs (52,7 %). Il permet aux Clippers de terminer la saison à la sixième place de la conférence Ouest avec un bilan de 47 victoires et 35 défaites. En février 2006, il est sélectionné par les coaches pour être parmi les remplaçants de l'équipe de l'ouest du NBA All-Star Game 2006. Il est considéré comme un candidat sérieux au titre de MVP 2006 mais c'est le meneur des Suns de Phoenix, Steve Nash, qui remporte ce trophée en fin de saison. Le 22 avril 2006, Brand joue son premier match en playoffs et marque 21 points contre les Nuggets de Denver. Le 1er mai, il aide son équipe à remporter sa première série en playoffs depuis 1976 alors que les Clippers étaient encore appelés les Braves de Buffalo. Néanmoins, les Clippers s'inclinent au tour suivant, au septième et dernier match de la finale de conférence contre les Suns de Phoenix. Cette saison est la meilleure de l'histoire de la franchise. Brand reçoit le trophée Joe Dumars après avoir été nommé NBA Sportsmanship 2005-2006.
Après sa brillante saison 2005-2006, Brand régresse quelque peu la saison suivante. Sa moyenne de points baisse et les Clippers ne se qualifient pas pour les playoffs.
Brand manque la majorité de la saison 2007-2008 en raison d'une rupture du tendon d'Achille gauche. Toutefois, Brand fait son retour dans l'effectif des Clippers le 2 avril 2008 alors qu'il est absent depuis le début de la saison. Pour son retour, il marque 19 points. Brand joue seulement huit matchs sur la saison. Brand décide de se désengager de la dernière année de son contrat et devient agent libre. Selon ESPN, les sources ont indiqué que Brand a choisi de mettre un terme à son contrat afin de permettre aux Clippers d'avoir une plus grande flexibilité sur la masse salariale dans l'espoir de renforcer leur effectif. Cela arrive à maturité quand les Warriors de Golden State envoient leur star Baron Davis aux Clippers. En bref, cela donne à la direction des Clippers et aux médias l'assurance que Brand va resigner avec les Clippers.

#### Sixers de Philadelphie (2008-2012)

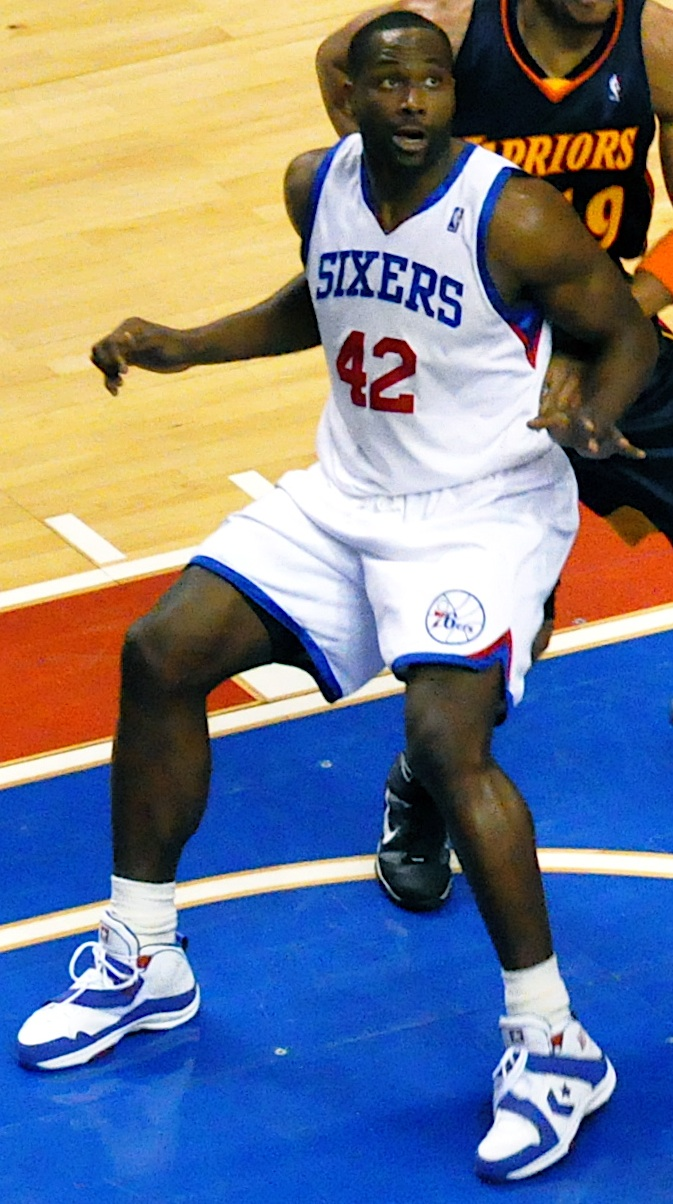
Elton Brand en décembre 2009

Le 9 juillet 2008, il signe comme free agent, ou agent libre, aux 76ers de Philadelphie, un contrat de 82 000 000 $ sur cinq ans.
Lors de la Saison NBA 2008-2009, il ne joue que 29 matchs ce qui fait un total de 37 rencontres disputées sur les deux dernières saisons.
Le 5 février 2009, il est annoncé que Brand doit subir une intervention chirurgicale de l'épaule pour la blessure qu'il a reçue le 17 décembre 2008. Durant ce match contre les Bucks de Milwaukee, Brand s'est disloqué l'épaule quand il est tombé sur le sol en voulant prendre un rebond. Brand a ensuite été mis sur le banc dans le but de le but de le réinséreer progressivement dans le cinq majeur. Mais, après plus d'un mois sur le banc et seulement six matchs après son retour (durant lesquels sa production a sévèrement diminué), la décision a été d'avancer la date de son opération. Il se fait opérer avec succès le 9 février.
Le 6 juillet 2012, Brand est licencié par les Sixers via une amnesty clause,.

#### Mavericks de Dallas (2012-2013)
Le 13 juillet 2012, il s'engage avec les Mavericks de Dallas pour une saison et 2,1 millions de dollars. Les Sixers doivent encore 18,2 millions de dollars pour la dernière année de contrat qu'il avait avec Philadelphie.
Il termine la saison 2012-2013 avec des moyennes de 7,2 points, 6,0 rebonds, 1,3 contre et 1,0 passe décisive en 21,2 minutes par match. Il dispute 72 rencontres dont 18 en tant que titulaire. Les Mavericks finissent la saison avec un bilan de 41 victoires et 41 défaites et manquent les playoffs pour la première fois depuis la saison 1999-2000.

#### Hawks d'Atlanta (2013-2014)
Le 15 juillet 2013, il signe aux Hawks d'Atlanta pour une saison.
Le 23 septembre 2014, il resigne avec les Hawks pour une saison et change son numéro de maillot qu'il portait depuis longtemps pour le numéro 7.

#### Retour chez les 76ers (2016)
Le 11 août 2015, Brand annonce qu'il prend sa retraite de basketteur. Toutefois, le 4 janvier 2016, il sort de sa retraite pour revenir en NBA, convaincu par son entraîneur de Duke Mike Krzyzewski. Ce jour-là, il signe avec les 76ers de Philadelphie où il revient après y avoir joué entre 2008 et 2012. Le 26 janvier, il est sur la feuille de match pour la première fois mais il ne participe pas au match contre les Suns de Phoenix. Le 4 mars, il fait ses débuts de saison avec les 76ers, jouant son premier match depuis le 20 mai 2015. En 13 minutes de jeu, en tant que remplaçant, il termine le match avec huit points et quatre points lors de la défaite 112 à 102 chez le Heat de Miami. Le 12 mars, il marque 10 points contre les Pistons de Détroit, marquant 10 points ou plus pour la première fois depuis le 14 avril 2014. Le 27 mars, il marque de nouveau 10 points lors de la défaite chez les Warriors de Golden State. Deux jours plus tard, il marque sept points et prend neuf rebonds, son record de la saison, lors de la défaite chez les Hornets de Charlotte ; il devient le 51e joueur dans l'histoire de la NBA à atteindre les 9 000 rebonds en carrière.
En septembre 2018, Brand est nommé general manager des 76ers.

## Statistiques en NBA

### Saison régulière
Légende :
| Recrue de l'année (Rookie of the Year) |

gras = ses meilleures performances
| Saison    | Équipe       | Matchs | Titul. | Min./m | % Tir | % 3pts | % LF | Rbds/m. | Pass/m. | Int/m. | Ctr/m. | Pts/m. |
| --------- | ------------ | ------ | ------ | ------ | ----- | ------ | ---- | ------- | ------- | ------ | ------ | ------ |
| 1999-2000 | Chicago      | 81     | 80     | 37,0   | 48,2  | 0,0    | 68,5 | 10,00   | 1,91    | 0,81   | 1,63   | 20,09  |
| 2000-2001 | Chicago      | 74     | 74     | 39,3   | 47,6  | 0,0    | 70,8 | 10,08   | 3,24    | 0,96   | 1,59   | 20,14  |
| 2001-2002 | LA Clippers  | 80     | 80     | 37,8   | 52,7  | 0,0    | 74,2 | 11,56   | 2,39    | 1,00   | 2,04   | 18,16  |
| 2002-2003 | LA Clippers  | 62     | 61     | 39,6   | 50,2  | 0,0    | 68,5 | 11,32   | 2,53    | 1,15   | 2,55   | 18,48  |
| 2003-2004 | LA Clippers  | 69     | 68     | 38,7   | 49,3  | 0,0    | 77,3 | 10,35   | 3,29    | 0,93   | 2,23   | 19,99  |
| 2004-2005 | LA Clippers  | 81     | 81     | 37,0   | 50,3  | 0,0    | 75,2 | 9,51    | 2,57    | 0,77   | 2,09   | 20,02  |
| 2005-2006 | LA Clippers  | 79     | 79     | 39,2   | 52,7  | 33,3   | 77,5 | 10,00   | 2,63    | 1,03   | 2,54   | 24,72  |
| 2006-2007 | LA Clippers  | 80     | 80     | 38,5   | 53,3  | 100,0  | 76,1 | 9,30    | 2,94    | 0,96   | 2,24   | 20,52  |
| 2007-2008 | LA Clippers  | 8      | 6      | 34,2   | 45,6  | 0,0    | 78,7 | 8,00    | 2,00    | 0,38   | 1,88   | 17,62  |
| 2008-2009 | Philadelphie | 29     | 23     | 31,7   | 44,7  | 0,0    | 67,6 | 8,76    | 1,28    | 0,59   | 1,55   | 13,76  |
| 2009-2010 | Philadelphie | 76     | 57     | 30,2   | 48,0  | 0,0    | 73,8 | 6,07    | 1,43    | 1,08   | 1,05   | 13,11  |
| 2010-2011 | Philadelphie | 81     | 81     | 34,7   | 51,2  | 0,0    | 78,0 | 8,35    | 1,48    | 1,14   | 1,31   | 15,02  |
| 2011-2012 | Philadelphie | 60     | 60     | 28,9   | 49,3  | 0,0    | 73,3 | 7,15    | 1,62    | 0,97   | 1,63   | 10,95  |
| 2012-2013 | Dallas       | 72     | 18     | 21,2   | 47,3  | 0,0    | 71,0 | 5,97    | 0,97    | 0,71   | 1,28   | 7,19   |
| 2013-2014 | Atlanta      | 73     | 15     | 19,4   | 53,9  | 0,0    | 64,9 | 4,95    | 1,01    | 0,55   | 1,21   | 5,74   |
| 2014-2015 | Atlanta      | 36     | 4      | 13,5   | 44,2  | 0,0    | 52,2 | 2,78    | 0,61    | 0,47   | 0,69   | 2,67   |
| 2015-2016 | Philadelphie | 16     | 1      | 13,0   | 43,1  | 0,0    | 88,9 | 3,81    | 1,06    | 0,56   | 0,50   | 4,38   |
| Carrière  |              | 1 057  | 868    | 33,0   | 50,0  | 9,5    | 73,6 | 8,55    | 2,07    | 0,89   | 1,73   | 15,92  |

Note: *La saison 2011-2012 a été réduite respectivement à 66 matchs en raison d'un Lock out.

Dernière modification le 9 avril 2016

### Playoffs
| Saison   | Équipe       | Matchs | Titul. | Min./m | % Tir | % 3pts | % LF | Rbds/m. | Pass/m. | Int/m. | Ctr/m. | Pts/m. |
| -------- | ------------ | ------ | ------ | ------ | ----- | ------ | ---- | ------- | ------- | ------ | ------ | ------ |
| 2006     | LA Clippers  | 12     | 12     | 43,1   | 55,1  | 0,0    | 75,0 | 10,25   | 4,00    | 0,92   | 2,58   | 25,42  |
| 2011     | Philadelphie | 5      | 5      | 37,0   | 54,8  | 0,0    | 76,9 | 8,40    | 0,60    | 0,40   | 1,20   | 15,60  |
| 2012     | Philadelphie | 13     | 13     | 27,4   | 46,5  | 0,0    | 62,5 | 4,85    | 0,54    | 0,85   | 1,54   | 8,62   |
| 2014     | Atlanta      | 7      | 0      | 11,6   | 16,7  | 0,0    | 80,0 | 3,29    | 0,86    | 0,14   | 0,86   | 1,14   |
| 2015     | Atlanta      | 3      | 0      | 1,3    | 0,0   | 0,0    | 50,0 | 0,33    | 0,00    | 0,00   | 0,00   | 0,33   |
| Carrière |              | 40     | 30     | 28,6   | 51,6  | 0,0    | 71,9 | 6,30    | 1,60    | 0,62   | 1,57   | 12,60  |

### Records personnels sur une rencontre en NBA
Les records personnels d'Elton Brand, officiellement recensés par la NBA sont les suivants :
| Type de statistique        | Saison régulière | Saison régulière                                   | Saison régulière                 | Playoffs | Playoffs            | Playoffs                |
| Type de statistique        | Record           | Adversaire                                         | Date                             | Record   | Adversaire          | Date                    |
| -------------------------- | ---------------- | -------------------------------------------------- | -------------------------------- | -------- | ------------------- | ----------------------- |
| Points                     | 44               | Wizards de Washington Grizzlies de Memphis         | 13 avril 2000 10 février 2006    | 40       | @ Suns de Phoenix   | 8 mai 2006              |
| Paniers marqués            | 18               | @ Pacers de l'Indiana                              | 24 février 2000                  | 18       | @ Suns de Phoenix   | 8 mai 2006              |
| Paniers tentés             | 26               | @ Raptors de Toronto Grizzlies de Memphis          | 26 novembre 2000 10 février 2006 | 26       | @ Suns de Phoenix   | 22 mai 2006             |
| Paniers à 3 points réussis | 1                | @ Bucks de Milwaukee Rockets de Houston            | 11 mars 2006 28 mars 2007        |          |                     |                         |
| Paniers à 3 points tentés  | 1                | 21 fois                                            |                                  | 1        | Suns de Phoenix     | 14 mai 2006             |
| Lancers francs réussis     | 15               | Jazz de l'Utah                                     | 16 janvier 2006                  | 13       | @ Suns de Phoenix   | 16 mai 2006             |
| Lancers francs tentés      | 19               | @ Lakers de Los Angeles                            | 19 novembre 1999                 | 17       | @ Suns de Phoenix   | 16 mai 2006             |
| Rebonds offensifs          | 12               | @ 76ers de Philadelphie @ Warriors de Golden State | 17 janvier 2001 14 avril 2003    | 7        | @ Suns de Phoenix   | 16 mai 2006 22 mai 2006 |
| Rebonds défensifs          | 16               | @ Grizzlies de Memphis Spurs de San Antonio        | 25 février 2002 11 février 2011  | 11       | Nuggets de Denver   | 1er mai 2006            |
| Rebonds totaux             | 23               | @ Grizzlies de Memphis @ Warriors de Golden State  | 25 février 2002 14 avril 2003    | 15       | @ Suns de Phoenix   | 16 mai 2006             |
| Passes décisives           | 10               | @ Pacers de l'Indiana                              | 26 janvier 2003                  | 8        | Suns de Phoenix     | 12 mai 2006 14 mai 2006 |
| Interceptions              | 5                | 3 fois                                             |                                  | 3        | @ Suns de Phoenix   | 10 mai 2006             |
| Contres                    | 8                | 4 fois                                             |                                  | 5        | 3 fois              |                         |
| Balles perdues             | 9                | @ Raptors de Toronto                               | 29 février 2000                  | 5        | @ Nuggets de Denver | 29 avril 2006           |
| Minutes jouées             | 55               | @ Hornets de Charlotte                             | 9 janvier 2001                   | 54       | @ Suns de Phoenix   | 16 mai 2006             |

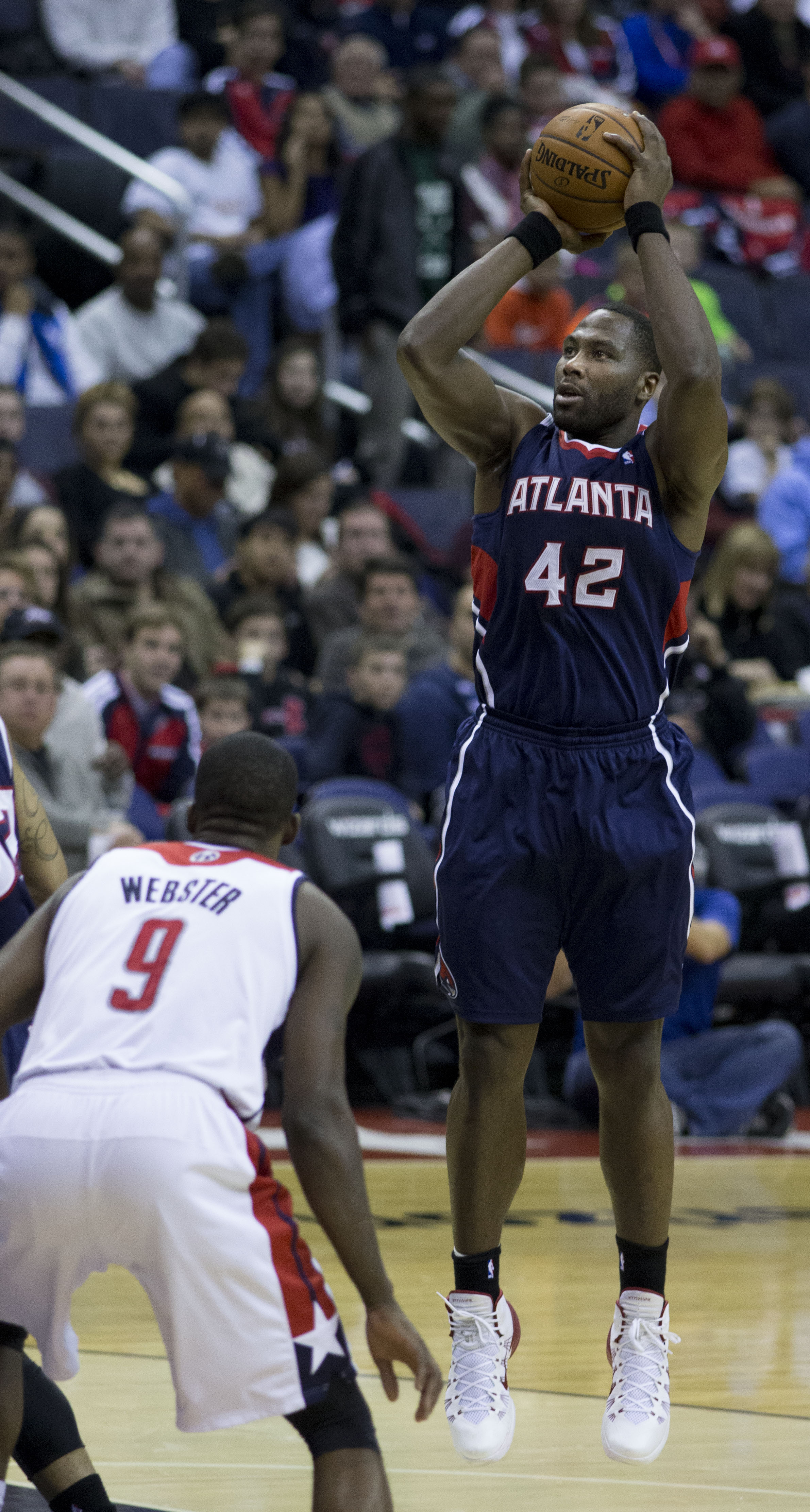
Elton Brand en novembre 2013

- Double-double : 412 (dont 9 en playoffs) (au 08/04/2016)
- Triple-double : 1

## Palmarès

### Sélection nationale
- Médaille de bronze au championnat du monde 2006.
- Sixième place au championnat du monde 2002 avec la sélection américaine à Indianapolis.

### Distinctions personnelles
- Élu athlète de l'année parmi les basketteurs américains en 1998
- Élu joueur de l'année de l'ACC en 1999
- Consensus first-team All-American en 1999
- Élu joueur national universitaire de l'année en 1999
- Élu NBA Rookie of the Year (meilleur débutant de l'année) en 2000 (ex æquo avec Steve Francis).
- Élu dans la NBA All-Rookie First Team (première équipe type des débutants en NBA) en 2000.
- Joueur ayant pris le plus de rebonds offensifs en NBA en 2000 (348) et 2002 (396).
- Élu dans la All-NBA Second Team (deuxième équipe type de la ligue) en 2006.
- Sélectionné pour le All-Star Game en 2002 et 2006.
- NBA Sportsmanship Award en 2006.

## Salaires
| Année       | Équipe    | Salaire       |
| ----------- | --------- | ------------- |
| 1999-2000   | Bulls     | 3 375 960 $   |
| 2000-2001   | Bulls     | 3 629 160 $   |
| 2001-2002   | Clippers  | 3 493 680 $   |
| 2002-2003   | Clippers  | 3 755 640 $   |
| 2003-2004   | Clippers  | 10 960 000 $  |
| 2004-2005   | Clippers  | 12 056 000 $  |
| 2005-2006   | Clippers  | 13 152 000 $  |
| 2006-2007   | Clippers  | 14 248 000 $  |
| 2007-2008   | Clippers  | 15 344 000 $  |
| 2008-2009   | 76ers     | 13 757 844 $  |
| 2009-2010   | 76ers     | 14 858 471 $  |
| 2010-2011   | 76ers     | 15 959 099 $  |
| 2011-2012*  | 76ers     | 17 059 727 $  |
| 2012-2013   | 76ers     | 16 059 854 $  |
| 2012-2013   | Mavericks | 2 100 000 $   |
| 2013-2014   | Hawks     | 4 000 000 $   |
| 2014-2015   | Hawks     | 2 000 000 $   |
| 2015-2016   | 76ers     | 890 693 $     |
| Total Gains |           | 166 700 120 $ |

Note : * En 2011, le salaire moyen d'un joueur évoluant en NBA est de 5 150 000 $.

## Pour approfondir
- Liste des meilleurs contreurs en NBA en carrière.
- Liste des meilleurs marqueurs en NBA en carrière.
- Liste des joueurs en NBA ayant joué plus de 1 000 matchs en carrière.